# Stade Gabriel-Montpied
O Stade Gabriel-Montepied está localizado na periferia (norte) de Clermont-Ferrand, inaugurado em 30 de dezembro de 1995. É principalmente usado pelo Clermont Foot Auvergne 63, clube de futebol que disputa a Ligue 2 2014-2015.
A 11 de fevereiro de 2023 registrou seu recorde de público, 13.576 pessoas, numa partida entre Clermont Foot 63 e o Olympique de Marseille.